# FIS-Team-Tour

Logo der FIS-Team-Tour 2012

Die FIS-Team-Tour war eine Wettbewerbsserie im Skispringen, die zwischen 2009 und 2013 im Rahmen des Skisprung-Weltcups ausgetragen wurde. Die Tour bestand aus zwei Team- und drei Einzelspringen in Willingen, Klingenthal und Oberstdorf.

## Geschichte
Die Idee zur Ausrichtung der Team-Tour hatte Walter Hofer, der Skisprung-Renndirektor der FIS. Da es in Deutschland mehr weltcuptaugliche Schanzen als freie Termine im Weltcupkalender gibt, sollte den Veranstaltern durch die Tour für die nächsten Jahre Planungssicherheit gegeben werden. Die FIS hatte die Team-Tour bis vorerst 2014 im Wettkampfkalender festgeschrieben. Dabei waren Willingen und Klingenthal feste Austragungsorte, das zur Tour gehörende Skifliegen, das seit der Premiere im Jahr 2009 in Oberstdorf veranstaltet wurde, sollte in unregelmäßigen Abständen auch am Kulm im österreichischen Tauplitz/Bad Mitterndorf stattfinden. Es gab Überlegungen, parallel auch eine Team-Tour der Nordischen Kombination zu veranstalten.
Nachdem wegen der Olympischen Spiele 2014 keine Tour stattfand, wurde diese auch in den Folgejahren nicht fortgeführt. Auf der offiziellen Homepage wurde eine Rückkehr der Tour im Jahr 2017 angekündigt, aber später wieder zurückgezogen.

## Reglement
Sieger der Team-Tour wurde kein Einzelsportler, sondern ein Nationalteam. Dieses wurde durch Addition der Punkte, die seine Mitglieder bei den Springen erzielten, ermittelt. Bei den Teamwettbewerben, bei denen vier Springer für jedes Team antraten, wurden die Punkte der gesamten Mannschaft in die Tourwertung übernommen. Bei den Einzelwettkämpfen wurden nur die Punkte, welche von den zwei besten Springer einer Nation errungen wurden, ausgewertet.
Die Tour war die höchstdotierte Skisprungserie aller Zeiten. Insgesamt wurden jedes Jahr 500.000 Schweizer Franken Preisgeld ausgegeben. Davon erhielt das Siegerteam 100.000 Euro, die es frei unter seinen Mitgliedern verteilen konnte. Außerdem erhielt das Siegerteam die FIS-Team-Tour-Trophäe.

## Veranstaltungsorte
|                                  | Ort         | Schanze                             |
| -------------------------------- | ----------- | ----------------------------------- |
|                                  | Willingen   | Mühlenkopfschanze HS 145            |
|                                  | Klingenthal | Vogtland Arena HS 140               |
|                                  | Oberstdorf  | Heini-Klopfer-Skiflugschanze HS 213 |
| Skiflugschanze am Kulm im Sommer | Tauplitz    | Kulm HS 225                         |

| Saison |                                    |
| ------ | ---------------------------------- |
| 2009   | Willingen, Klingenthal, Oberstdorf |
| 2010   | Oberstdorf, Klingenthal, Willingen |
| 2011   | Willingen, Klingenthal, Oberstdorf |
| 2012   | Willingen, Klingenthal, Oberstdorf |
| 2013   | Willingen, Klingenthal, Oberstdorf |

## Liste der Sieger
| Saison | Austragungsorte                    | Sieger     | Zweiter    | Dritter     |
| ------ | ---------------------------------- | ---------- | ---------- | ----------- |
| 2009   | Willingen, Klingenthal, Oberstdorf | Norwegen   | Österreich | Finnland    |
| 2010   | Oberstdorf, Klingenthal, Willingen | Österreich | Norwegen   | Deutschland |
| 2011   | Willingen, Klingenthal, Oberstdorf | Österreich | Norwegen   | Deutschland |
| 2012   | Willingen, Oberstdorf              | Österreich | Norwegen   | Slowenien   |
| 2013   | Willingen, Klingenthal, Oberstdorf | Norwegen   | Slowenien  | Österreich  |